# Marianne Christiansen
Marianne Christiansen (* 18. Juni 1963 in Haslev) ist eine dänische lutherische Geistliche. Seit 2013 amtiert sie als Bischöfin im Bistum Haderslev der Dänischen Volkskirche.

## Leben
Christiansen wurde als Tochter des lutherischen Pfarrers und späteren Bischofs Henrik Christiansen geboren. Sie erwarb an der Universität Aarhus 1988 den Grad eines Kandidaten der Musikwissenschaft und 1992 den eines Kandidaten der Theologie. Nach der Ordination wurde sie 1993 Gemeindepfarrerin in Skørping (Nordjütland). Nach einjähriger Tätigkeit als Dozentin am Pastoralseminar in Aarhus wurde sie 1997 Pröpstin in Hadsund. 2004 übernahm sie wieder eine Lehrtätigkeit, diesmal am Ausbildungsinstitut der Dänischen Volkskirche. Ab 2005 war sie Gemeindepfarrerin in Thisted, ab 2011 in Løgumkloster.
Am 12. Mai 2013 wurde sie im Dom zu Haderslev in ihr Amt als Bischöfin eingeführt. Sie gehört auch dem Zwischenkirchlichen Rat (Folkekirkens mellemkirkelige råd) an, der für die ökumenischen Beziehungen der Volkskirche im In- und Ausland zuständig ist.
Christiansen ist Mitverfasserin verschiedener Bücher über Liturgik und Hymnologie. Sie ist mit dem Musiker und ehemaligen Folketingsabgeordneten für die Radikale Venstre Henrik Svane verheiratet und hat sechs Kinder.